# Ledebouria macowanii
Ledebouria macowanii är en sparrisväxtart som först beskrevs av John Gilbert Baker, och fick sitt nu gällande namn av Stephanus Venter. Ledebouria macowanii ingår i släktet Ledebouria och familjen sparrisväxter. Inga underarter finns listade i Catalogue of Life.